# Fathom Five (comics)
Pour les articles homonymes, voir Fathom Five.
 (septembre 2020).
Si vous disposez d'ouvrages ou d'articles de référence ou si vous connaissez des sites web de qualité traitant du thème abordé ici, merci de compléter l'article en donnant les références utiles à sa vérifiabilité et en les liant à la section « Notes et références ».
Fathom Five est un groupe de personnages de fiction, super-vilains appartenant à l'univers de Marvel Comics. Il est apparu pour la première fois dans le comic book New Thunderbolts #1 en 2005.

## Biographie du groupe
Le groupe appelé Fathom Five était composé de fanatiques religieux suivant un ancien culte aquatique, prônant la suprématie de la mer sur la terre. Leur but était de détruire l'Humanité. Pour ce faire, ils s'allièrent avec l'HYDRA du Baron Strucker.
Ils lancèrent des attaques sur des ports chinois puis un assaut sur les quais de New York, où les affrontèrent les Thunderbolts, qui les repoussèrent avec succès. Battant en retraite, Fathom Five se débarrassa facilement de la force armée envoyée par Atlantis, puis contre-attaqua à New York, réussissant à endommager le pont de Brooklyn. Les terroristes furent finalement capturés par le SHIELD, sauf Llyron qui réussit à s'enfuir dans l'océan. Sans le savoir, il avait été irradié par l'Homme-radioactif et retourna vivre à Atlantis, où il infecta la population.

## Composition de l'équipe
- Bloodtide : mutante Atlante pouvant contrôler l'eau et s'en servir pour se propulser dans l'air ou générer des jets solides.
- Dragonrider : sorcière Atlante possédant une conque mystique qui lui permet de contrôler jusque 3 monstres aquatiques.
- Llyron : hybride Lémurien/Atlante, il fait partie de la famille de Namor
- Manowar : créature aquatique ressemblant à une méduse humanoïde pouvant accroitre sa taille pour dissoudre et absorber ses proies, et émettre de puissantes rafales électriques de 20 000 volts.
- Sea Leopard : un puissant Lémurien centenaire, dont la vitesse de nage rivalise avec celle de Namor. Il attaque avec ses mains griffues et une queue qu'il utilise pour assommer ses ennemis, sur lesquels il a toujours une longueur d'avance grâce à un talent de télépathie.